# Blackbird (film 2012)
(Trevor)
Blackbird è un film del 2012 e diretto da Jason Buxton.
È stato presentato alla VII edizione del Festival internazionale del film di Roma nel 2012.

## Trama
Sean Randall viene svegliato nel bel mezzo della notte dai riflettori delle macchine della polizia. Gli uomini mostrano un mandato di perquisizione al padre, e trovano tantissime armi per poter infine arrestare il ragazzo. Sean, in commissariato dice di non aver fatto nulla e tanto meno programmato qualcosa. Ma l'ispettore che lo interroga gli mostra un filmato di molti mesi prima in cui egli dice "quale arma mi farà sentire bene oggi".
La scena si sposta dopo la creazione del video. Dove mostra Sean andare a caccia col padre e riprendere lui mentre toglie le interiora a un cervo. Il ragazzo viene mostrato come un disadattato e inoltre, non riesce ad avere alcun rapporto col padre, che si vergogna del figlio per il suo modo di vestire. Dicendogli che sarebbe meglio che entrasse da solo nel negozio, Sean perde la calma e si dirige dai suoi amici fuori un centro commerciale. Qui ha una discussione col ragazzo di Deanna, Cory. Il giocatore della squadra di Hockey lo umilia e filma il tutto.
L'ispettore gli chiede se odia Cory per quello che gli ha fatto, Sean nonostante tutto dice di no. Gli legge poi le cose da lui scritte il quale rivela di essere pronto di uccidere sia Cory che tutta la squadra di Hockey. Un altro flash del passato, mostra Ms Dorey, una professoressa della scuola del protagonista, dirgli che è venuto a conoscenza di quanto è successo al centro commerciale e gli dà conforto dicendogli che anche lei era una Dark quando andava alle superiori, e che ascoltava gruppi Metal come i Cult oppure i Joy division. Infine gli dà il consiglio di scrivere quand'è arrabbiato.
Nel pullman per il ritorno a casa, Deanna si avvicina a Sean soltanto dopo tutti se ne sono andati, e gli dà un CD fatto da lei con alcune canzoni dei Nemesiah; ma gli rivela che i video da lui fatti si sono diffusi sul web. la sera stessa, dopo una discussione col padre, Sean fa la webcam con Deanna, la quale ammette che non sono poi tanto diversi, visto che ella vuole piacere a tutti, ma nessuno la conosce per davvero. La ragazza decide di vedere Sean soltanto di nascosto, così lo fa venire a casa sua, dove - dopo aver fatto l'ennesimo video - egli gli racconta di sua sorella Lilly, la quale il padre non gli permette di vederla. I due così si baciano. Dopo una serie di messaggi, Cory viene a sapere che Sean ha il numero della ragazza e lo minaccia di morte.
Nel presente, l'ispettore chiede il perché è arrabbiato col mondo intero, ma Sean gli dice che vuole vedere il padre. L'incontro col padre tuttavia sfocia in un'altra discussione. Sean, viene poi processato, e il giudice decide che deve essere trasferito in un riformatorio. Qui Sean conosce Trevor, che si dimostra "colui che comanda", nonostante è soltanto un detenuto. Vieta perfino al ragazzo di fischiare, perché è una chiara dimostrazione di essere liberi come gli uccelli. Sean, mente sul perché si trova in riformatorio, una volta che Trevor ne viene a conoscenza, lo picchia senza pietà.
Il padre di Sean, insieme a al miglior avvocato del paese chiedono al ragazzo di mentire per far in modo di tornare a casa. Egli tuttavia rifiuta, dando inizio a una lite col padre.
Si scopre che Trevor si trova anch'egli in quel luogo insieme a Sean, perché cinque anni addietro uccise un Babbo Natale pedofilo con le sue stesse mani. Sean riesce a rivedere sua madre, ma quando gli dice se, quando uscito dal riformatorio può andare a vivere a casa sua insieme a Lily e al marito, la madre gli nega la convivenza. Dopo un ennesimo lite con Trevor, Sean decide di fare come dice l'avvocato e suo padre Ricky, ma la data del processo e tra ben due settimane e il ragazzo ritiene di non poter sopravvivere per così tanto tempo. Per questo si lascia condurre nella cella d'isolamento per aver rubato un coltello. Le due settimane passano lentamente e il ragazzo sta quasi per impazzire quando viene finalmente chiamato. Tuttavia, l'avvocato dice che il tribunale non è ancora pronto, allora l'unica possibilità per salvarsi da Trevor è dichiararsi colpevole. Viene quindi rilasciato, ma non può più frequentare la scuola, né camminarci sopra e tanto meno comunicare con le ventisette persone che voleva assassinare nel suo romanzo.
Sean ritorna quindi a casa. Il rapporto con suo padre migliora, ma appena vede la sua camera gli sembra la stanza di qualcun altro. Brucia così tutti i suoi vecchi vestiti Dark, si tinge i capelli e inizia così una nuova vita andando a lavorare insieme a Ricky. Tuttavia, la gente la giudica lo stesso per la sua "storia di vendetta". Il ragazzo riesce però a parlare con Deanna, che ora lavora come barista e non sta più con Cory. I due si vedono in segreto, e soltanto dopo un po' di tempo la restrizione che ha deciso il tribunale. Sean ha pure un violento scontro con Cory e successivamente una nuova lite col padre. Tenta di rivedersi di nuovo con Deanna ma viene scoperto dal padre e arrestato e di nuovo processato e portato in riformatorio per non aver seguito i consigli del suo avvocato. Tornato in riformatorio, viene sottoposto di nuovo all'oppressione di Trevor, che cercherà vanamente di farlo ucciderlo dai dei suoi scagnozzi.
Il giorno di Natale, Trevor ricorda il giorno in cui ha ucciso un Babbo Natale che stava cercando di violentarlo. Sean glielo ricorda con disprezzo - affermando che il Babbo Natale era suo padre - dicendo inoltre che ha ucciso l'uomo perché pensava che lo stesso assassino fosse gay, e quindi lo indica come un omosessuale represso. Si scatena quindi una violenta lite che porterà entrambi i ragazzi in isolamento. Provando pietà per tanta rabbia e odio, Sean cerca essere gentile con il suo nemico. All'inizio le cose non cambiano, ma col passare dei giorni il rapporto tra lui e Trevor inizia a cambiare. Alla fine del film, Ricky e Deanna visitano Sean al riformatorio, la ragazza dice che ha cambiato casa e gli dà il suo indirizzo. Tuttavia, rivela che non sarà facile visto che il padre non vorrà che stiano insieme. Il protagonista, dal canto suo, dice che non ama le cose facili.

## Riconoscimenti
| Anno | Manifestazione                        | Premio                              | Categoria                        | Ricevente           | Risultato       |
| ---- | ------------------------------------- | ----------------------------------- | -------------------------------- | ------------------- | --------------- |
| 2012 | Vancouver International Film Festival | N.D.                                | Miglior film canadese            | Jason Buxton        | Vincitore/trice |
| 2012 | Toronto International Film Festival   | International Critics' Award        | Discovery                        | Jason Buxton        | Candidato/a     |
| 2012 | Toronto International Film Festival   | Discovery Award                     | N.D.                             | Jason Buxton        | Candidato/a     |
| 2012 | Toronto International Film Festival   | N.D.                                | Best Canadian First Feature Film | Jason Buxton        | Vincitore/trice |
| 2012 | Atlantic Film Festival                | Atlantic Canadian Award             | Best Atlantic Feature film       | Jason Buxton        | Vincitore/trice |
| 2012 | Atlantic Film Festival                | Atlantic Canadian Award             | Best Atlantic Director           | Jason Buxton        | Vincitore/trice |
| 2012 | Atlantic Film Festival                | Atlantic Canadian Award             | Best Atlantic Screenwriter       | Jason Buxton        | Vincitore/trice |
| 2013 | Seattle International Film Festival   | Futurewave Youth Jury Award         | N.D.                             | Jason Buxton        | Candidato/a     |
| 2013 | Seattle International Film Festival   | Futurewave Youth Special Jury Award | N.D.                             | Jason Buxton        | Vincitore/trice |
| 2013 | Genie Awards                          | Canadian Screen Award               | Achievement in Editing           | Kimberlee McTaggart | Candidato/a     |
| 2013 | Genie Awards                          | Original Screenplay                 | N.D.                             | Jason Buxton        | Candidato/a     |
| 2013 | Genie Awards                          | Claude Jutra Award                  | N.D.                             | Jason Buxton        | Vincitore/trice |
| 2013 | Directors Guild of Canada             | DGC Craft Award                     | Picture Editing - Feature Film   | Kimberlee McTaggart | Candidato/a     |